# Гавриил (архангел)
Гавриил (на иврит: גַּבְרִיאֵל; на гръцки: Γαβριήλ; на арабски: خبريل) е архангел, който в юдаизма, християнството и исляма предава посланията на Бога: той известява Дева Мария за предстоящото рождение на Исус Христос и нейната смърт, а на Мохамед диктува Корана.

## В Библията
Гавриил е един от двамата архангели, посочени в Библията по име – вторият е Михаил. Гавриил е пратен да разтълкува видението на Даниил (Дан. 8:16) и да му даде пророчеството за 70-те седмици (Дан. 9:21). Според някои изследователи ангелът от Дан. 10:5 и сл. също е Гавриил. Някои смятат, че той е превъплъщение на Ной. В Новия Завет Гавраил е пратен при Захария, за да му каже за предстоящото раждане на Йоан Кръстител (Лука 1:11 – 20), и при Мария, за да извести зачеването на Исус Христос в утробата ѝ чрез Светия Дух (Лука 1:26 – 38). Името му на иврит означава „Божия сила“. В 66-те канонични книги на Библията не е наречен нито веднъж архангел, а само ангел.
В някои юдейски текстове („Песахим“ и „Сан хедрин“) на архангел Гавриил се приписва власт над стихиите: над огъня, над водата и узряването на плодовете. В апокрифната „Книга на Енох“ архангел Гавриил е началник на Рая и духовните същества, които го охраняват.

## В изкуството
Архангел Гавриил често е изобразяван на северните порти на иконостаса. Гавриил е един от щитоносците в герба на Руската империя.
В християнската традиция, намерила отражение във византийското и западноевропейското религиозно изкуство, архангел Гавриил се свързва най-вече с Благовещението, поради което обикновено е изобразяван с раззеленена клонка или цъфнала лилия в ръце – символ на непорочността на Дева Мария.
В западноевропейския рицарски епос архангел Гавриил е вестител в контекста на идеята за теократична държава. Например в „Песен за Роланд“ архангелът възвещава на Карл Велики събитията, изпраща му сънища и му напомня за неговия дълг – без умора да защищава християните по света.
На 13 юли православната църква чества Събор на св. архангел Гавриил. Съборът се отбелязва и на 26 март.